# Jack Cole
Jack Cole (New Castle, de Pensilvania, 14 de diciembre de 1914 - 13 de agosto de 1958) fue un historietista estadounidense, conocido como el creador del superhéroe cómico Plastic Man y sus caricaturas para la revista Playboy. 

## Biografía
El tercero de los seis hijos del dueño de un colmado, aprendió dibujo por correspondencia. En 1936, se casó con su novia de la infancia, Dorothy Mahoney, y se mudaron a Nueva York. Tras un par de esporádicas colaboraciones con algunas revistas de la época, comenzó a trabajar en 1940 en Quality Comics, y allí publicaría al año siguiente historietas del personaje que le haría ser considerado uno de los mejores autores de la edad de oro del cómic: Plastic Man. 
Era un dibujante que podía desarrollarse igual de bien tanto en un dibujo serio como en historieta cómica; a eso se sumaron una desbordante imaginación y un fino humor que llevaron a Plastic Man a ser uno de los clásicos de la historieta estadounidense.
Luego de doce años con el personaje, Cole pasaría a trabajar en Playboy, revista en la que triunfaría con su humor y con la calidad de su dibujo. 
A los 43 años, el 13 de agosto de 1958, Cole dejó una nota a nombre de Hugh Hefner, director de Playboy, compró un rifle y se suicidó de un tiro en la cabeza. También envió por correo a su esposa una nota explicando su suicidio, que el forense consideró que era demasiado personal y no la incorporó como prueba en la investigación posterior. La única explicación que dio Dorothy públicamente fue: "Habíamos tenido una discusión antes." Posteriormente, se volvería a casar y desapareció del ojo público. La nota a su jefe y amigo, Hugh Hefner decía: "Querido Hef, cuando leas esto estaré muerto. No puedo seguir viviendo conmigo mismo y lastimando a mis seres queridos. Lo que hago no tiene nada que ver contigo."
La razón para su suicidio es uno de los grandes misterios de la historia de la historieta estadounidense del siglo XX, según el periodista Paul Gravett. Cole estaba en el apogeo de su carrera, recibía elogios por sus caricaturas en Playboy, y estaba ganando visibilidad su tira de prensa comenzada en mayo Betsy and Me.

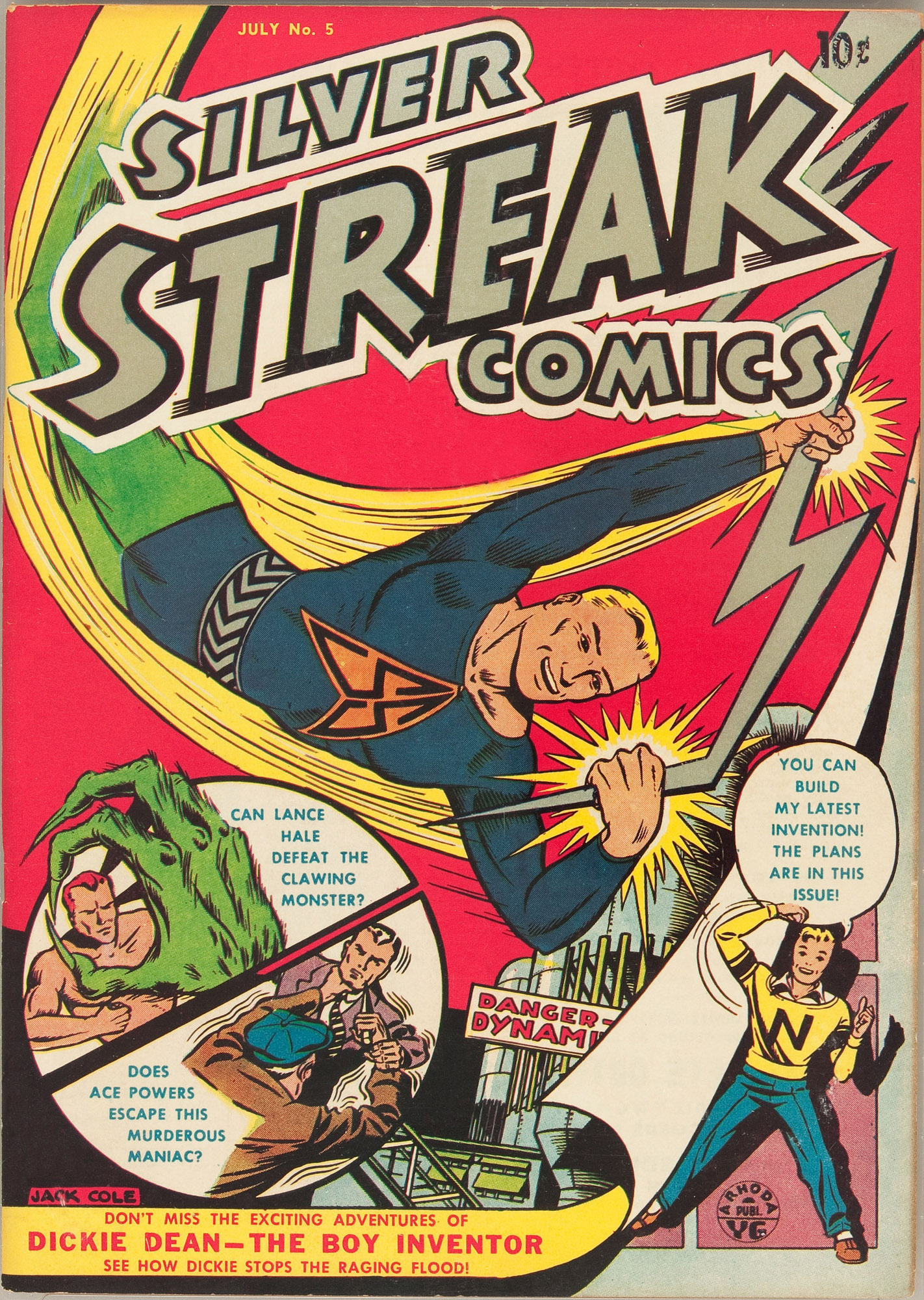
Portada de un número de Silver Streak Comics (julio de 1940), obra de Jack Cole.

- Datos: Q361529
- Multimedia: Jack Cole (comic artist) / Q361529